# História da culinária italiana

## História da culinária italiana

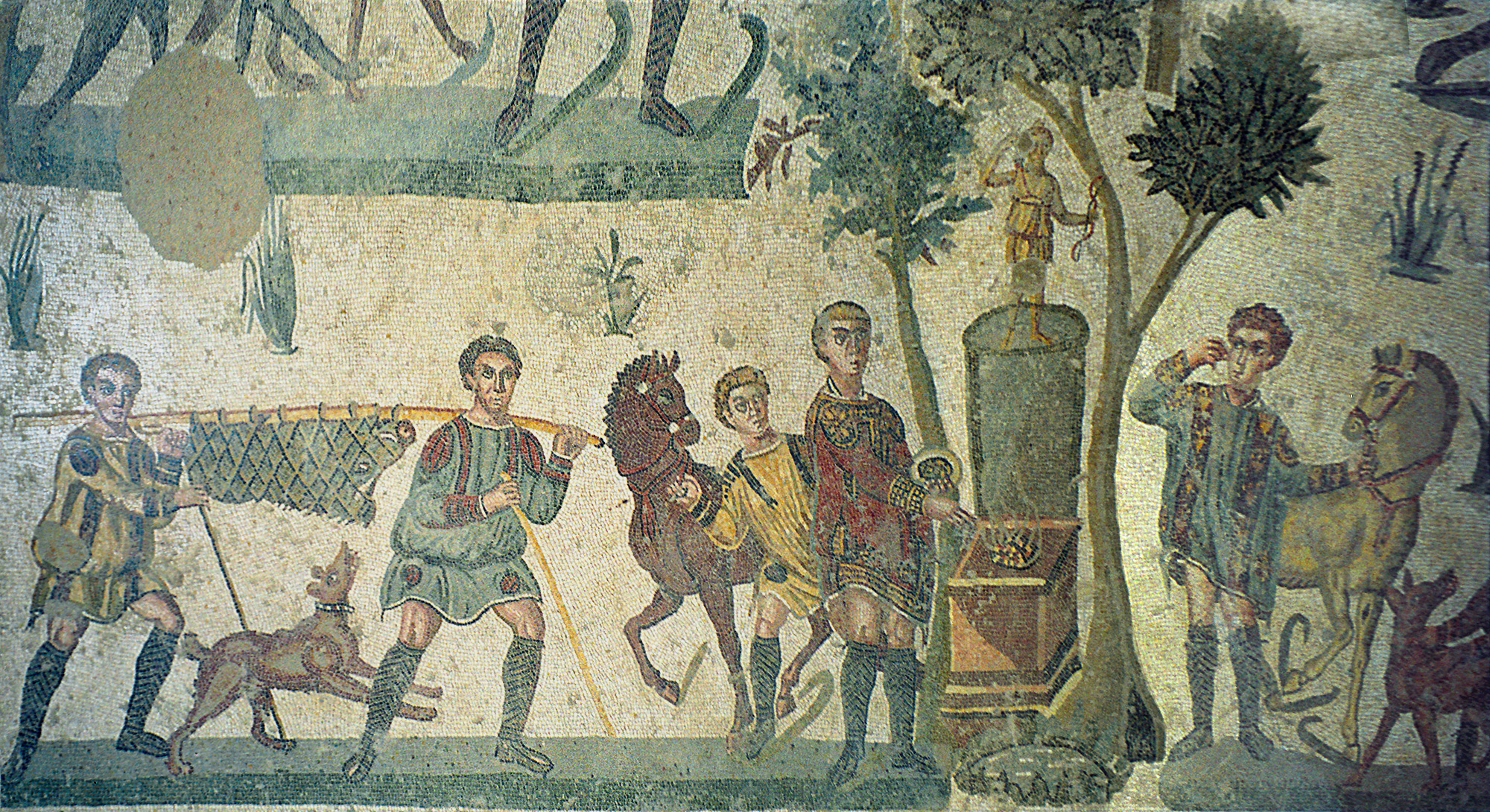
Mosaico romano retratando um banquete, em Villa Romana del Casale, Sicília.

A culinária italiana se desenvolveu ao longo de séculos. Embora a unificação da Itália só tenha ocorrido partir do século XIX, sua culinária possui raízes que remontam ao século IV a.C. A culinária e a cultura eram elementos expressivos naquela época, como fica evidenciado no livro Apicius, datado no século I a.C.Ao longo dos séculos, regiões vizinhas, conquistadores, chefs renomados, revoltas políticas e a descoberta do Novo Mundo contribuíram para o desenvolvimento da culinária italiana, que começou a se formar depois da queda do Império Romano, quando as cidades começaram e se emancipar, formando suas próprias tradições. Nesse período, foram desenvolvidos diversos tipos de pães, massas e técnicas culinárias.
O comércio, a localização na Rota da Seda e suas rotas na Ásia influenciaram o desenvolvimento de pratos especiais. A disponibilidade de alimentos essenciais e especiarias, que variava de uma região a outra, era influenciada pelas condições climáticas e pelas diferentes proximidades com o mar. Além disso, a culinária regional era representada pelas principais cidades italianas, cada uma com sua especialidade. A exemplo de Milão (no norte da Itália), famosa pelos risotos, Trieste (no nordeste da Itália), pela sua comida multicultural, Bolonha (no centro da Itália), pelos seus tortellini e Nápoles (no sul da Itália), pelas suas pizzas. Os etruscos também contribuíram para a culinária italiana ao longo do século IV a.C., produzindo massas.

### Idade Antiga
O primeiro escritor gastronômico famoso do século IV a.C. foi um greco-siciliano chamado Arquéstrato, de Siracusa. Ele escreveu um poema que falava sobre o uso de "ingredientes de alta qualidade e da estação". Dizia também que os sabores dos alimentos não deveriam ser mascarados pelo uso de especiarias, ervas ou outros temperos, priorizando preparações simples, a exemplo dos peixes.
Essa simplicidade deu lugar a uma cultura gastronômica, à medida que o Império Romano se desenvolvia. Isso fica evidenciado no livro De re coquinaria, publicado no século I d.c., com 470 receitas que mostravam o uso extensivo de especiarias e ervas. Naquele tempo, os romanos empregavam padeiros vindos da Grécia e importavam queijos da Sicília, essa última famosa por produzir os melhores queijos da época. Além disso, os romanos criavam cabras para o abate, cultivaram alcachofras e alho-poró.
Alguns alimentos, que hoje são considerados tradicionais na culinária italiana, foram importados de outros países durante a Era Romana. Isso inclui a jujuba (em italiano: giuggiole), que é celebrada como uma iguaria regional em Arquà Petrarca. Os romanos também importavam cerejas, damascos e pêssegos.

### Idade Média

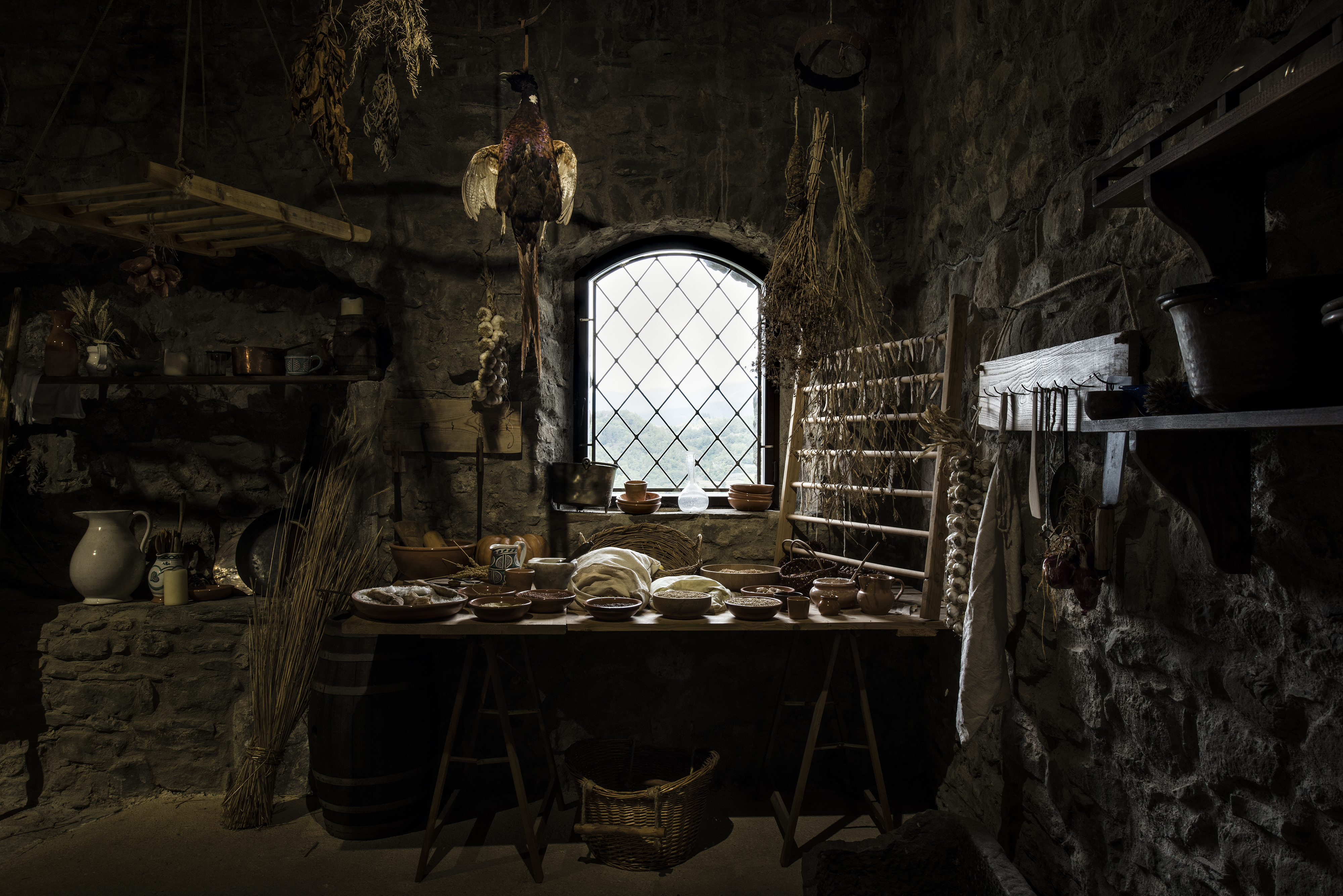
Cozinha medieval no Castelo delle Verrucole, Toscana.

Os árabes conquistaram a Sicília, introduzindo espinafre, amêndoas e arroz.Além disso, levaram alimentos exóticos que hoje fazem parte da culinária italiana tradicional, tais como frutas cítricas, alcachofras, grão-de-bico, pistache, cana-de-açúcar, berinjela e semolina (triticum durum), que é usada para fazer macarrão. No século XII, o primeiro registro do espaguete na Sicília se deu quando um rei normando, em uma visita, testemunhou a produção de uma massa em tiras longas, a base de farinha e água, chamada de atriya, ou trii, termo usado no sul da Itália para se referir ao espaguete. Além disso, os normandos também introduziram a caçarola, o bacalhau salgado (em italiano: baccalà) e o peixe seco, todos ainda populares nos dias de hoje.
Naquela época, como não havia refrigeração, a conservação dos alimentos se dava de forma física ou química. O gelo era usado para conservar carnes e peixes. A salmora e o sal, para conservar arenque e curar a carne de porco. A salmora também era usada para conservar legumes pré-cozidos. O demais métodos incluíam o uso de óleo, vinagre ou imersão em gordura (nas carnes) e licor, mel e açúcar, para as frutas.

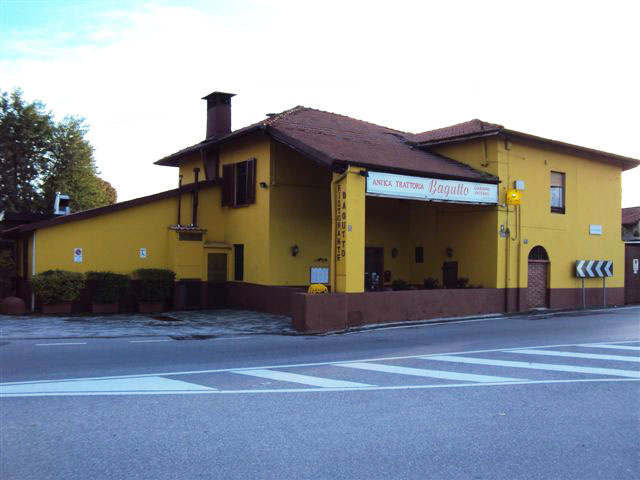
A Antiga trattoria Bagutto em Milão, o restaurante mais antigo da Itália e o segundo na Europa

A cidade de Milão hospeda o restaurante mais antigo da Itália e o segundo da Europa, a Antiga trattoria Bagutto, fundada no século XIII, em 1284. No mesmo século, foi escrito o mais antigo livro de culinária, Liber de coquina, em Nápolis. Dentre as receitas, destacam-se repolho à Romana (ad usum romanorum), ad usum campanie (“folhas pequenas” à moda Campanha), um prato de feijão da Marca de Trevisio, uma torta compositum londardicum, pratos esses, muito similares aos atuais. Já no século XIV, aparecem em dois livros receitas como o pastello romano, a torta de lasanha e chama-se atenção para o uso do sal da Sardenha ou de Chioggia.

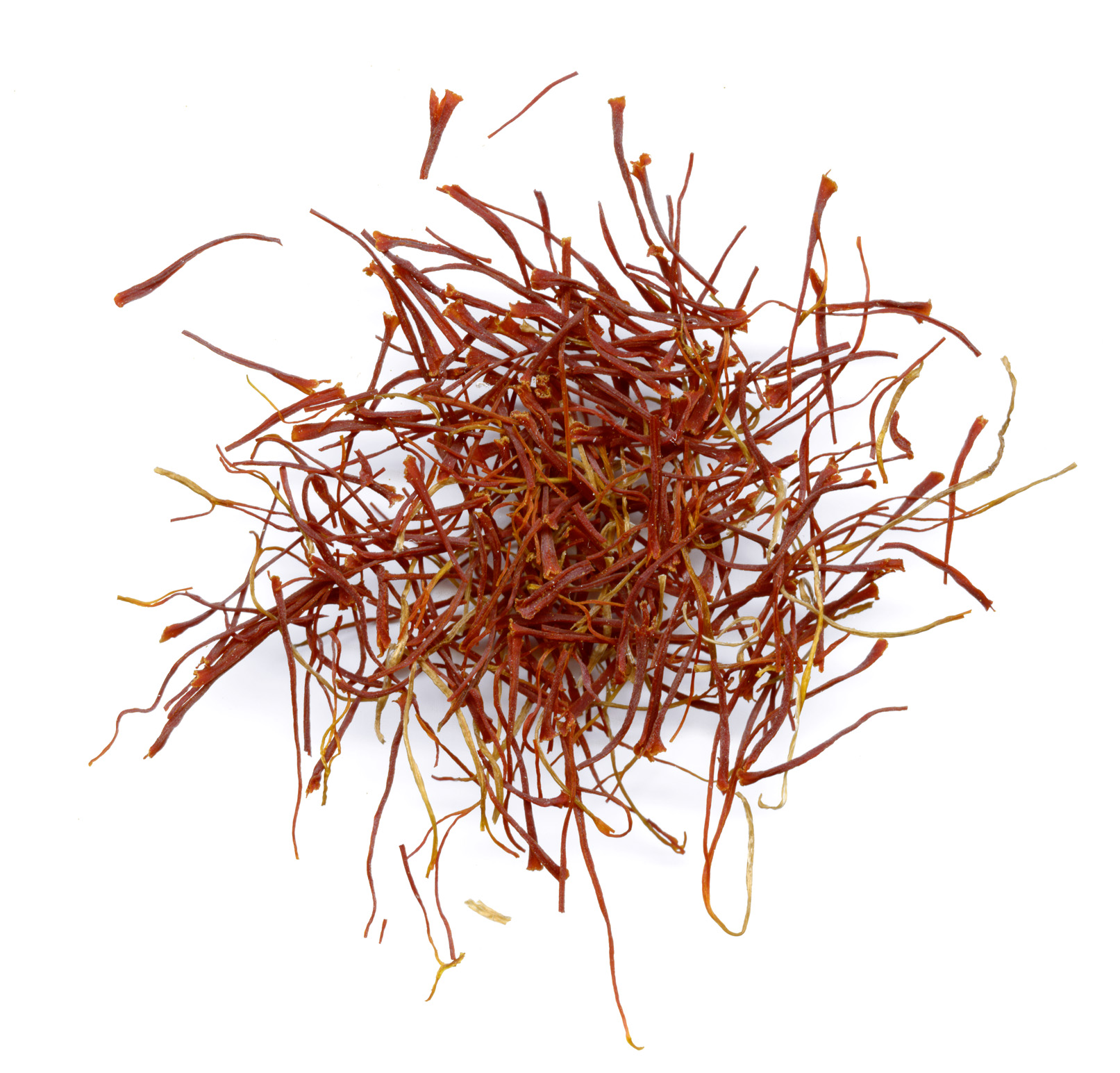
O açafrão é usado na Itália há séculos

No século XV, Martino da Como, cozinheiro do Patriarca de Aquileia, no Vaticano, escreveu o Libro de arte coquinaria, mostrando uma culinária mais refinada. Exemplo disso são os maccheroni siciliani, uma massa enrolada em um fino cilindro metálico, secada ao sol, cozida com caldo de galo capão e saborizada com açafrão, especiaria de origem persa. Martino, em seu livro, destacava o uso de ervas frescas, em contrapartida ao uso excessivo de especiarias. Dentre as receitas romanas, destacam-se coppiette (salame curado) e pratos a base de repolho. Já entre os pratos florentinos destacam-se ovos com torta bolonhesa e torta sianesa. Por último, receitas genovesas, como piperata, maccheroni, torta de abóbora, cogumelos e espinafre com cebola.
O texto de Martino é mencionado por Bartolomeo Platina, em 1475, Veneza, em seu livro intitulado De honesta voluptate et valetudine. Platina dá um aspecto mais regional ao livro de Martino, onde escreve sobre as percas do Lago Maggiore; as sardinhas do Lago de Garda; o peixe-sombra do Adda; as galinhas de Pádua; as azeitonas de Bolonha e Piceno; o pregado de Ravenna; o peixe-vermelho do Lago Trasimeno; as cenouras de Viterbo; o robalo do Tibre; os roviglioni e sáveis do Lago Albano; os caracóis de Rieti; os figos de Tuscolo; as uvas de Narni; o azeite de Cassino; as laranjas de Nápoles e as enguias da Campânia. São também mencionados os cereais da Lombardia e da Campânia; o mel da Sicília e de Taranto e também os vinhos como o da costa da Ligúria; o Greco da Toscana e San Severino e o Trebbiano da Toscana e Piceno.

### Início da Idade Moderna
A cortes de Florença, Roma, Veneza e Ferrara foram cruciais para a culinária italiana. Cristóforo de Messisburgo, mordomo de Ippolito d'Este, publicou Banchetti compositioni di vivande, em 1549, onde apresenta receitas de tortas (124 receitas com diversos recheios), enfatizando o uso de especiarias orientais e açúcar.

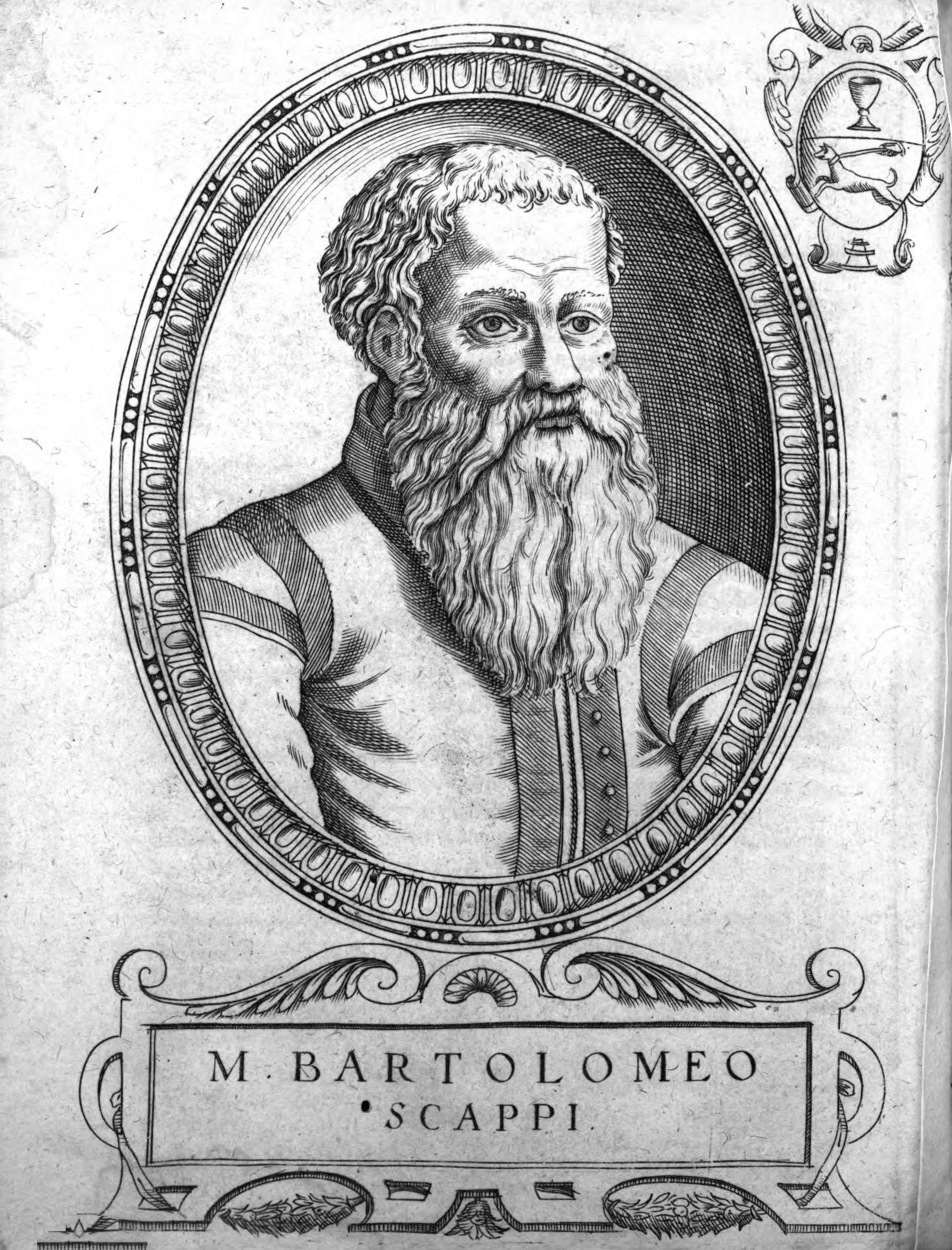
Bartolomeo Scappi, cozinheiro do Papa Pio V.

Em 1570, Bartolomeo Scappi, cozinheiro do Papa Pio V, escreveu uma obra dividida em quatro volumes, mostrando um panorama completo da culinária italiana daquele período. Contém mais de 1000 receitas, incluindo informações sobre a disposição de banquetes e menus, assim como ilustrações de utensílios de cozinha e salão. Esse livro difere-se dos demais, voltados às cortes, por preferir animais domésticos aos de caça.
Muitas receitas apresentam cortes de carne menos nobres, tais como língua, cabeça e miolo de paleta. O terceiro volume mostra simples receitas de peixes para a Quaresma que, depois de marinados, podiam ser cozidos em água fervente, assados, grelhados ou fritos.

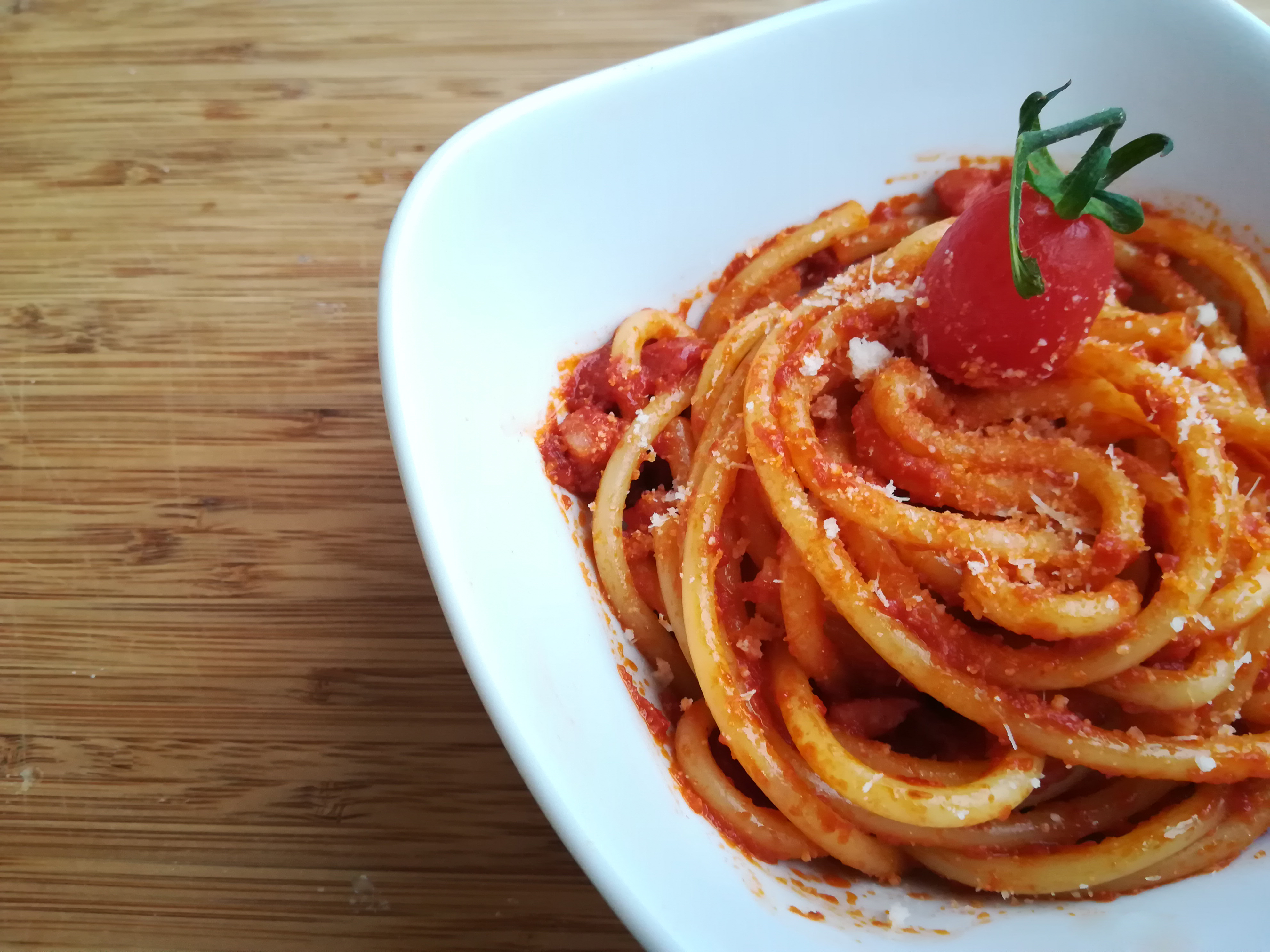
Bucatini com molho amatricana, inaugurando o tomate como o alimento do Novo Mundo

As estações do ano e os locais de captura dos peixes têm especial atenção em seu livro. O volume final mostra tortas, frituras e uma receita de pizza napolitana doce (diferente da versão atual, salgada e com tomates). Embora os tomates ainda não tivessem sido introduzidos naquela época, outros itens do Novo mundo já eram presentes, tais como milho e peru. Os tomates, usados como ingredientes-chave, junto com feijões, abóboras, abobrinhas e pimentões foram introduzidos séculos mais tarde, no período do Intercâmbio Colombiano.
Na primeira década do século XVII, Giacomo Castelvetro escreveu o livro Brieve racconto di tutte le radici, di tutte l'erbe e di tutti i frutti che crudi o cotti in Italia si mangiano. Originário de Módena, Castelvetro era protestante, motivo pelo qual o fez se mudar para a Inglaterra. Seu livro mostra um variado catálogo de legumes e verduras que se apresentam como parte central da alimentação, contando com diferentes receitas e ingredientes. Ele é dividido em estações do ano, com os brotos de lúpulo na primavera e as trufas no inverno, mostrando em detalhes o emprego de porcos na busca por trufas. Castelvetro preferia que os legumes fossem cozidos em água salgada, servidos quentes ou frios e finalizados com azeite, sal, pimenta moída na hora, suco de limão, agraço ou suco de laranja. Ele também sugeria que os legumes assados fossem embrulhados em papel úmido sobre carvão ou lenha e, logo após, servidos com um fio de azeite.

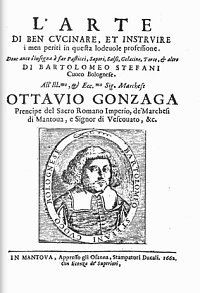
L'arte di ben cucinare (A arte de cozinhar bem), publicado por Bartolomeo Stefani, em 1662

Em 1662, Bartolomeo Stefani, cozinheiro do ducado de Mántua, publicou L'Arte di ben cucinare. Foi o primeiro livro que apresentou uma seção dedicada à comida popular. Em um banquete oferecido pelo Duque Carlos II à rainha Christina da Suécia, ele apresenta detalhes do arranjo das comidas e das louças para cada convidado, incluindo faças, garfos, colheres, copos e pratos (no lugar das tigelas, muito usadas) e guardanapos.
Outros livros dessa época, como Galatheo (Etiquete) de Giovanni della Casa, contam como os scalci (garçons) devem se comportar ao servir seus convidados. Os garçons não devem coçar a cabeça ou outras partes do corpo, nem cuspir, fungar, tossir ou espirrar, enquanto servem os convidados. O livro também dizia aos convidados para não comerem com as mãos e não limparem o suor com o guardanapo.

### Idade Moderna

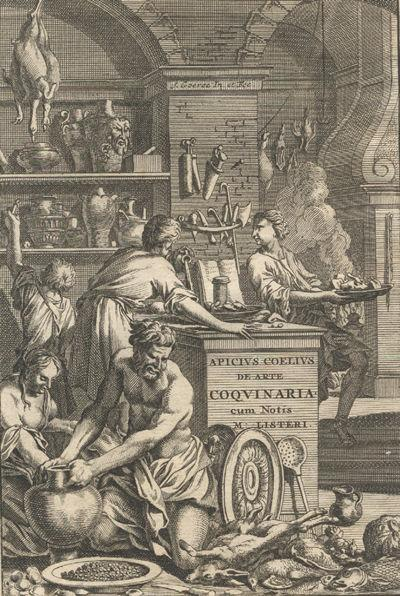
Apicius, De re coquinaria (A respeito da cozinha), edição número 1709

No começo do século XVIII, os livros de culinária italianos passam a enfatizar o regionalismo, em detrimento da influência da culinária francesa. As obras culinárias deixaram de ser destinadas a cozinheiros profissionais e passaram a ter como público-alvo as mulheres burguesas. Publicações periódicas em formato de livreto, como La cuoca cremonese (1794), organizavam os ingredientes em sequência e os distribuíam conforme as estações do ano. Além disso, incluíam capítulos específicos dedicados a carnes, peixes e vegetais. Ao longo do século, essas obras aumentaram em volume, popularidade e número de edições.
Durante esse período, textos médicos desaconselhavam o consumo de alimentos processados entre os camponeses, sob a justificativa de que tais alimentos seriam prejudiciais à digestão. Presumia-se que os corpos dos trabalhadores rurais necessitavam de alimentos mais substanciais. Acreditava-se, ainda, que a má qualidade da alimentação camponesa decorria de uma escolha deliberada. No entanto, fatores econômicos levavam muitos a consumir alimentos deteriorados, incluindo pão com sinais de mofo.
Em 1779, Antonio Nebbia, natural de Macerata, na região italiana de Marcas, publicou a obra culinária Il cuoco maceratese (O Cozinheiro de Macerata). Na obra, o autor destacava a importância das hortaliças locais, bem como de alimentos como massas, arroz e, em especial, nhoques. Para o preparo dos caldos, Nebbia demonstrava preferência por ingredientes mais leves, como legumes e carne de frango, em detrimento das carnes vermelhas.
Em 1773, o napolitano Vincenzo Corrado publicou Il cuoco galante (O Cozinheiro Galante), obra na qual conferiu especial destaque ao vitto pitagorico (alimento pitagórico), uma dieta composta por ervas frescas, raízes, flores, frutas, sementes e outros vegetais. Segundo o autor, essa dieta, inspirada nos preceitos atribuídos a Pitágoras, era mais natural ao ser humano, uma vez que o consumo de carne seria prejudicial à saúde. A obra também foi pioneira ao conferir ao tomate um papel central na culinária italiana, apresentando-o em treze receitas distintas.

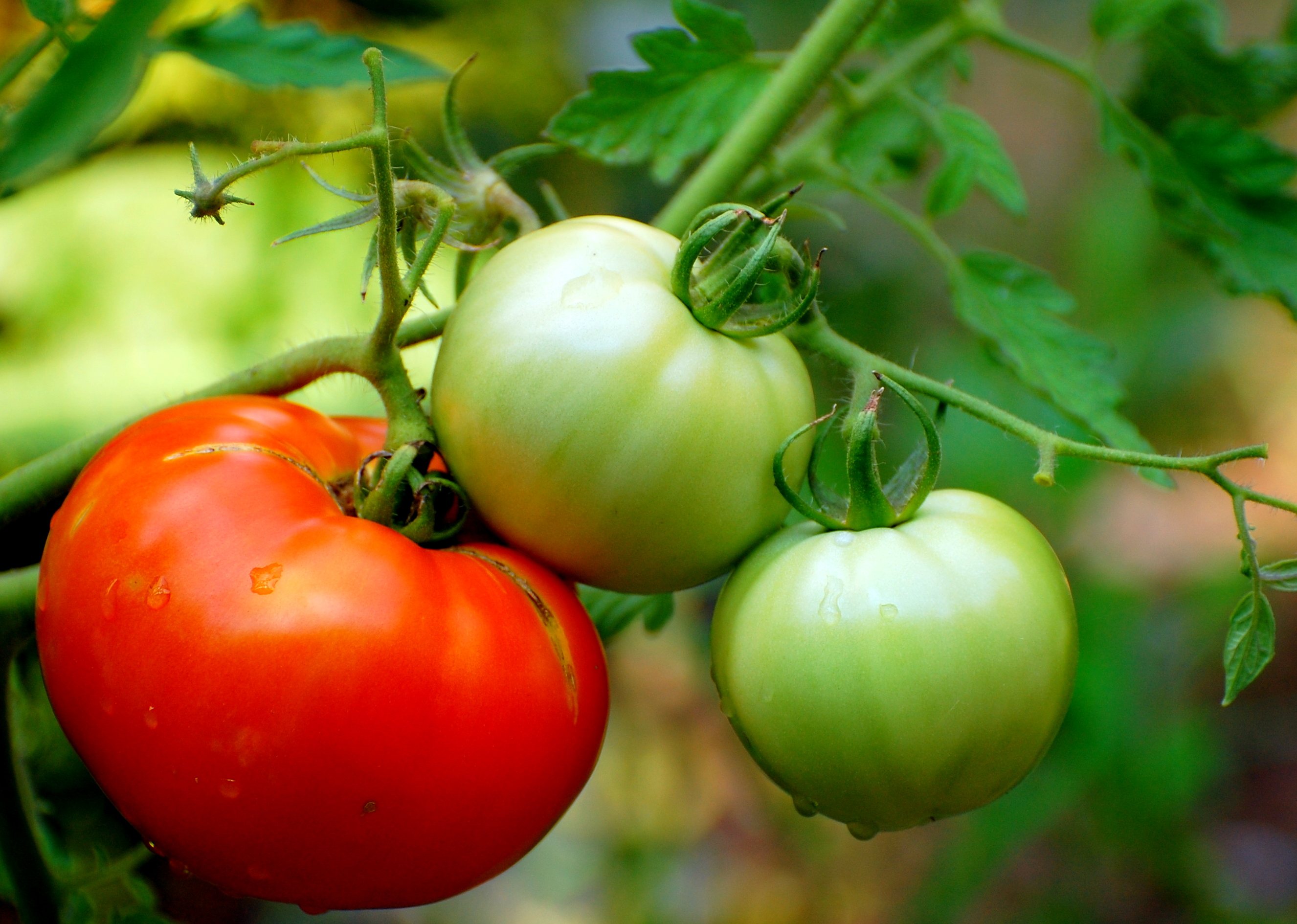
Os tomates são parte da culinária italiana, mas seu uso só se popularizou no final do século XVIII.

A zuppa al pomodoro (literalmente, “sopa de tomate”), mencionada na obra de Vincenzo Corrado, corresponde a um prato semelhante à atual pappa al pomodoro da Toscana. A edição de 1798 da obra incluiu o Tratado sobre a batata, refletindo a valorização crescente desse tubérculo na Europa, impulsionada pelo francês Antoine-Antoine-Augustin Parmentier. Em 1790, Francesco Leonardi, em sua obra L'Apicio moderno (O Apicius Moderno), contou a história da culinária italiana, desde o período romano e apresentou a primeira receita de molho à base de tomate.
No século XIX, Giovanni Vialardi, cozinheiro do rei Vítor Emmanuel II, escreveu o Trattato di cucina, pasticceria moderna, credenza e relativa confettureria, incluindo receitas adaptadas à família humilde. Muitas dessas receitas tinham origem em Turim,com destaque para doze preparações à base de batata. A obra também incorporava pratos de outras regiões, como o cappon magro genovês.
Em 1829, Il nuovo cuoco milanese economico (O Novo Cozinheiro Econômico Milanês), de Giovanni Felice Luraschi, apresentava pratos típicos de Milão, como rins com anchovas e limão, e nhoque à la romana.
La cucina genovese (A Culinária Genovesa), de Gian Battista e Giovanni Ratto, publicada em 1871, tratava da culinária da Ligúria e incluía a primeira receita registrada de pesto.
Já La cucina teorico-pratica (A Cozinha Teórico-Prática), de Ippolito Cavalcanti, apresentou a primeira receita conhecida de massa com molho de tomate.
O livro La scienza in cucina e l'arte di mangiare bene, de Pellegrino Artusi, publicado primeiramente em 1891, é largamente reconhecido como um clássico da culinária italiana moderna e continua em circulação. Suas receitas são originárias, predominantemente, da Romanha e da Toscana, regiões onde ele habitava. Por volta de 1880, duas décadas após a unificação da Itália, deu-se único à diáspora italiana e, com ela, a difusão da culinária italiana pelo mundo.

### Idade Contemporânea
A Itália abriga uma ampla variedade de produtos tradicionais protegidos pela legislação da União Europeia. A partir da década de 1950, um grande número de produtos típicos da culinária italiana foi reconhecido por sistemas de certificação europeus, como a  Denominação de Origem Protegida  (DOP), a Indicação Geográfica Protegida (IGP), a Especialidade Tradicional Garantida (TSG) e a Indicação Geográfica (IG). A esses sistemas somam-se certificações italianas, como a Indicazione Geografica Tipica (IGT), utilizada principalmente para vinhos; os Prodotti Agroalimentari Tradizionali (PAT), reconhecimentos atribuídos por regiões italianas a produtos tradicionais; e a Denominazione Comunale d’Origine (De.C.O.), municipal.
No setor vitivinícola, aplicam-se certificações específicas, como a Denominação de Origem Controlada (DOC) e a Denominação de Origem Controlada e Garantida (DOCG). As certificações DOP e IGP também são aplicadas à produção de azeite de oliva.
Alguns produtos receberam reconhecimento mais recentemente, como o kiwi, introduzido na Itália a partir da Nova Zelândia na década de 1970. Trinta anos depois, a província de Latina foi designada como a “Terra do Kiwi” e o fruto obteve reconhecimento como produto regional protegido.

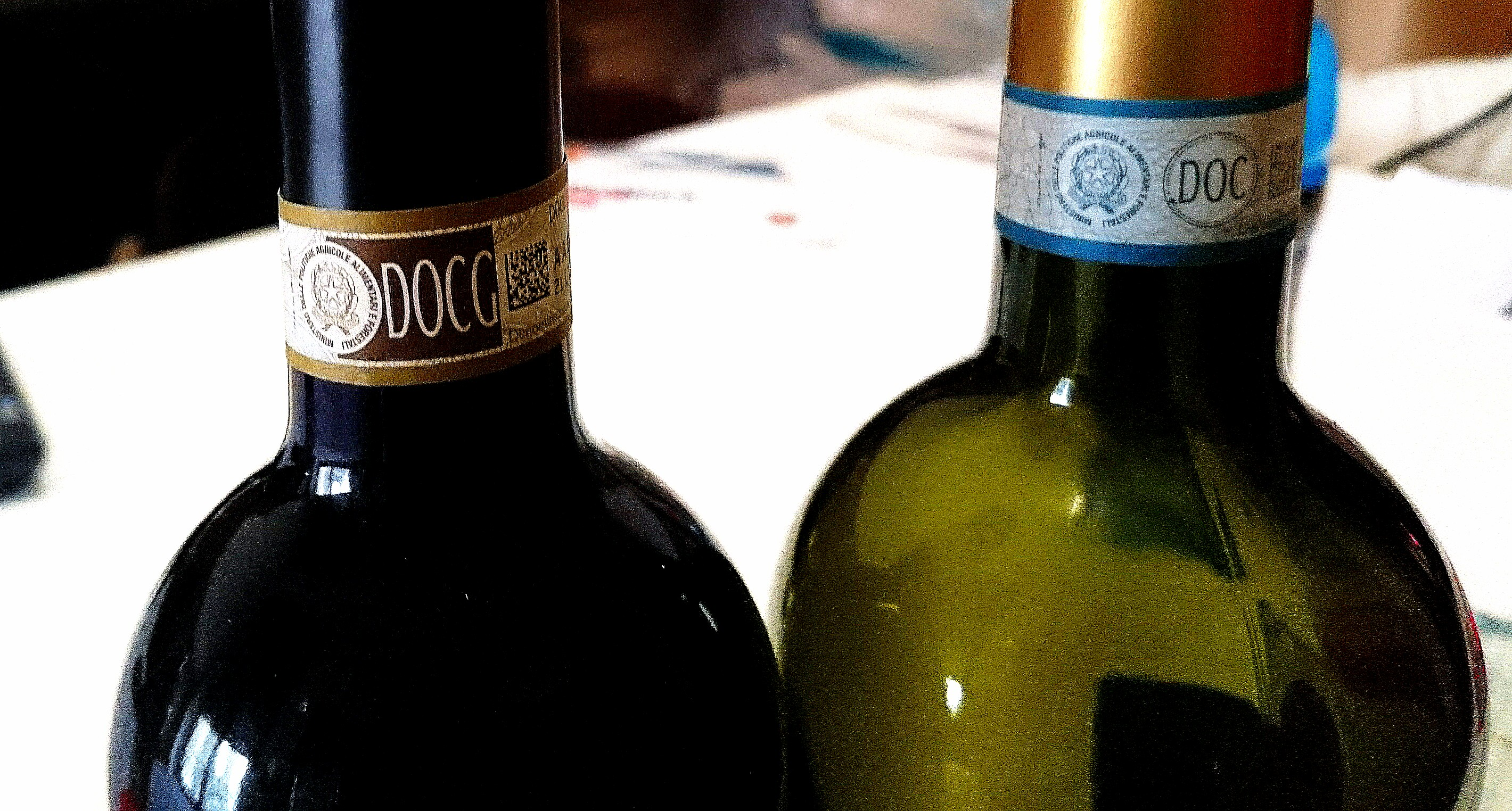
Rótulos DOC e DOCG em garrafas de vinho italiano.

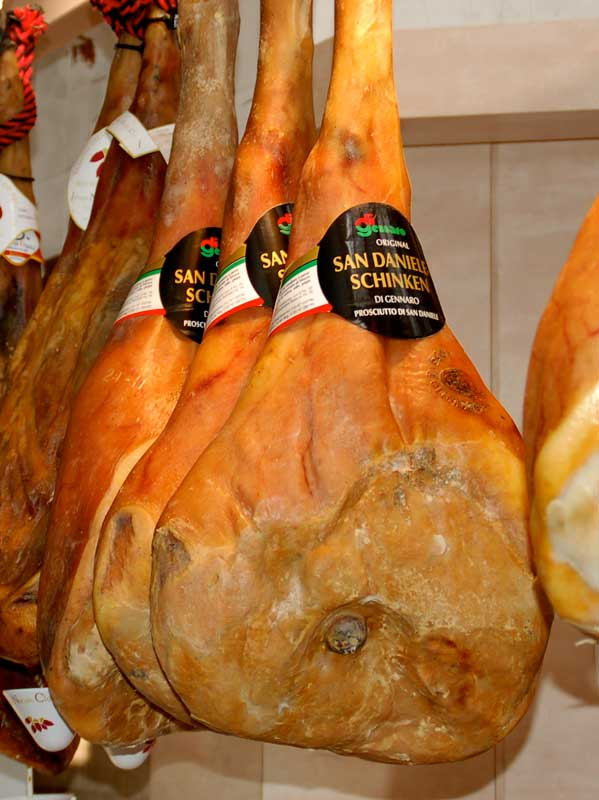
O Prosciutto di San Daniele DOP é um dos produtos italianos mais imitados no mundo. O fenômeno de marketing que consiste na imitação de produtos agroalimentares italianos, sem relação com os originais, é conhecido como Italian Sounding.

A culinária italiana é uma das culturas mais populares e copiadas em todo o mundo. A falta ou indisponibilidade total de alguns de seus ingredientes mais característicos fora da Itália pode levar à desnaturalização dos ingredientes italianos e falsificações (ou fraudes alimentares). Esse fenômeno, difundido em todos os continentes, é mais conhecido como italian sounding, consistindo no uso de palavras italianas, bem como imagens, combinações de cores (a tricolor italiana), referências geográficas e marcas evocativas da Itália para promover e comercializar produtos agroalimentares sem relação com os originais.
O italian sounding está presente em quase todos os setores da culinária italiana, desde os queijos italianos mais famosos até carnes curadas, massas, pães, azeites e vinhos. Os produtos falsificados violam marcas registradas ou outros selos protegidos, como as denominações de origem (DOC, PDO, DOCG, IGP, TSG, IGT), sendo punível por lei. Esse fenômeno não é classificado como ilegal do ponto de vista estritamente jurídico, mas, segundo especialistas, representa “um enorme prejuízo para a economia italiana e para os recursos potenciais do Made in Italy”. Além disso, estima-se que dois em cada três produtos agroalimentares italianos vendidos em todo o mundo não são fabricados na Itália, gerando 55 bilhões de euros anualmente em todo o mundo.
Em 1986, como reação à crescente disseminação do fast food na Itália - influenciada por modelos alimentares oriundos dos países anglo-saxões, especialmente os Estados Unidos - foi fundado, na cidade de Bra, região de Piemonte, o movimento cultural e gastronômico slow food. A iniciativa transformou-se em uma instituição internacional dedicada à proteção das tradições culinárias e à preservação de produtos regionais da gastronomia italiana, por meio da coordenação do programa Slow Food Presidia.
O movimento slow food também prioriza a qualidade em detrimento da quantidade, posicionando-se contra a superprodução e o desperdício de alimentos. Além disso, defende que pequenos agricultores e produtores locais sejam simultaneamente protegidos e integrados ao sistema alimentar global.
O século XX foi marcado pelo surgimento da nouvelle cuisine (nova cozinha) italiana, cujo principal expoente foi o chef Gualtiero Marchesi (1930–2017).  Essa nova abordagem culinária caracteriza-se por pratos mais leves e delicados, com crescente ênfase na apresentação visual, direcionada a restaurantes de alta gastronomia. Considerada uma culinária que "pensa mais com a cabeça do que com o coração", destaca-se pelo uso de ingredientes selecionados e pela combinação de técnicas culinárias internacionais com a tradição italiana.